# Bee Movie
Bee Movie és una pel·lícula de comèdia d'animació estatunidenca de 2007 produïda per DreamWorks Animation i Columbus 81 Productions, i distribuïda per Paramount Pictures. Dirigida per Simon J. Smith i Steve Hickner a partir d'un guió de l'equip de guionistes de Jerry Seinfeld, Spike Feresten, Barry Marder i Andy Robin, és protagonitzada per les veus originals en anglès del mateix Seinfeld, Renée Zellweger, Matthew Broderick, John Goodman, Patrick Warburton i Chris Rock. La pel·lícula se centra en Barry B. Benson (Seinfeld), un abellot de la mel que intenta demandar la humanitat per explotar les abelles després de saber, de la mà de la seva nova amiga florista Vanessa Bloome (Zellweger), que els humans venen i consumeixen mel. S'ha doblat al català.
Es va estrenar a Nova York el 25 d'octubre de 2007 i va arribar als cinemes dels Estats Units el 2 de novembre. Va recaptar 293,5 milions de dòlars a tot el món amb un pressupost de 150 milions. Va rebre crítiques contradictòries, que van elogiar el seu humor i el repartiment de veus, però que van criticar la seva trama i la seva falta d'originalitat. No obstant això, des d'aleshores ha guanyat un seguiment de culte, en part impulsat pels mems de la pel·lícula compartits a les xarxes socials, que la majoria de les vegades exploten la premissa surrealista, el guió i els cameos de celebritats de la pel·lícula.